# Мосбург (Баден-Вюртемберг)
Мосбург (нім. Moosburg) — громада в Німеччині, знаходиться в землі Баден-Вюртемберг. Підпорядковується адміністративному округу Тюбінген. Входить до складу району Біберах.
Площа — 1,86 км2. Населення становить 211 ос. (станом на 31 грудня 2020).